# 傅玄
傅玄（217年—278年），字休奕，北地泥陽（今陝西耀縣東南）人，晉初文學家。

## 生平
傅玄少時孤貧，曾逃難於河南，博學又寫得一手好文章，又能知曉鐘的音律。個性“剛勁亮直”，對於別人的短處不能寬容。曹魏時，參撰《魏書》，亦曾參安東、衛軍軍事，轉溫令，再遷弘農太守，領典農校尉，後所居稱職，數上書陳便宜，多所匡正。被封鶉觚男。司馬炎在晉王時期，以傅玄為散騎常侍。
等到司馬炎受禪成為晉朝開國皇帝後，傅玄進爵為子，加駙馬都尉。傅玄及散騎常侍皇甫陶共掌向君上諫言的職位。入晉後，歷任御史中丞、太僕、司隸校尉，曾上疏議改屯田二八分制。
能做詩，善用比、興，以樂府詩見長，代表作品有《秦女休行》、《秋胡行》、《九曲歌》。著有《傅子》一百四十卷，已散佚，今存輯本，另有《傅玄集》十五卷，已佚。明人張溥輯有《傅鶉觚集》一卷，收入《漢魏六朝百三家集》。

## 家庭
- 傅燮，傅玄祖父，字南容，北地靈州人，諡曰壯節侯。東漢的漢陽太守。
- 傅幹，傅玄父親，字彥材，小字別成。曹魏的扶風太守。
- 杜韡，嚴憲之女，傅玄继室。
- 傅咸，傅玄前妻之子。西晉時期大部分時間在首都洛陽為官。

## 延伸阅读
[在维基数据编辑]
 在维基文库阅读此作者作品
 《晉書·卷047》，出自房玄齡《晉書》